# Mil nubes de paz cercan el cielo, amor, jamás acabarás de ser amor
Mil nubes de paz cercan el cielo, amor, jamás acabarás de ser amor és una pel·lícula en blanc i negre mexicana del 2003, escrita i dirigida per Julián Hernández.
Aquest drama romàntic tracta del desamor i la falta de sentiments i comunicació en les relacions.
Es tracta també de l'òpera prima d'Hernández i d'una cinta que pot classificar-se com cinema gai.

## Argument
Gerardo és un jove homosexual que ha deixat els estudis i la llar paterna, i viu emancipat treballant en uns billars i mantenint furtius contactes sexuals amb homes. Això canvia quan coneix a Bruno del qual s'enamora malgrat no conèixer gairebé res d'ell. Bruno no acudeix a la seva següent cita i, com ha demanat el seu telèfon, Gerardo espera i espera la seva trucada, mentre escolta la Nena, cançó que interpreta Sara Montiel al disc de la pel·lícula El último cuplé ue havia comprat per a regalar-l'hi. Quan rep una carta de comiat de Bruno comença a buscar-ho obsessivament pels llocs de cruising, on troba diversos personatges amb les seves respectives penes d'amor i solituds, fins que mor sobtadament.

## Crítiques
Del total de 415 vots rebuts pels usuaris a Internet Movie Database (IMdB), la pel·lícula té una qualificació de 5.9 estrelles de 10 possible; mentre que en el lloc Rotten Tomatoes la mitjana dels crítics li atorga 4.61 punts de 10 possibles, alhora que la mitjana de les votacions del públic és de 3.6 estrelles de 5.
The Washington Post va considerar el contingut pretensiós, de la mateixa manera que el seu títol, reconeixent-li, no obstant això, una gran qualitat a les imatges en blanc i negre i els moviments de càmera del cinefotògraf Diego Arizmendi. Tant en el visiual com en la temàtica es pot trobar un vincle amb les pel·lícules de sofriment religiós de Robert Bresson. Malgrat els encerts tècnics, diu Desson Thomson, es tracta d'una pel·lícula que vol dir molt i acaba per ser banal i buida.
Elizabeth Weitzman del New York Daily News la va qualificar d'una cinta "acte-complaent en extrem", de to lacònic i la història de cors del qual trencats sembla realitzada per un adolescent. Richard James Havis de The Hollywood Reporter va escriure que l'ús de tot l'armament cinematogràfic del qual disposava Julián Hernández aconsegueix colpejar al públic amb "una força visceral".
Per part seva, el crític mexicà Ernesto Diez Martínez va considerar Mil nubes de paz... com un notable debut cinematogràfic, amb una maduresa visual poques vegades vista en un realitzador novell i un treball en la fotografìa extraordinari. De la narrativa va opinar que "no es preocupa a contar una història, sinó a transmetre un estat d'ànim de dolor, d'esquinçada amorosa. Guardades les degudes distàncies, Hernández segueix els passos del gran Wong Kar-Wai i el seu Happy Together en aquesta desesperançada crònica d'una obsessió i un amor perdut".
Martínez reconeix també la influència del realitzador italià Pier Paolo Pasolini qui, a partir de les línies d'un poema, Hernández construeix el títol de la seva òpera prima.
Sobre la temàtica homosexual, el mexicà apunta que Hernández no té empatx a assumir-la obertament des del primer pla, en el qual veiem a un home practicant-li sexe oral a un altre dins d'un acte, per a continuar al llarg de la pel·lícula amb altres moments de sexualitat explícita entre homes. "Estem en els terrenys d'un cinema gai que no té empatx a ser-ho, com hereu de l'obra de [Jaime Humberto] Hermosillo o, si es vol, com una sort de tardana continuació d'aquella menystinguda obra mestra del cinema mexicà dels 90,, En el Paraíso no Existe el Dolor, de Víctor Saca.

## Repartiment
- Juan Carlos Ortuño - Gerardo
- Juan Carlos Torres - Bruno
- Salvador Álvarez - Susana
- Manuel Grapain Zaquelarez - Jorge, paio que colpeja Gerardo
- Rosa María Gómez - Mary, la cambrera
- Perla de la Rosa - Anna, la mare de Gerardo
- Clarisa Rendón - Nadia, la noia del pont
- Salvador Hernández - Antonio, el ligue del billar[5]

## Premis i nominacions
- Premi Teddy d'or a Millor pel·lícula amb temàtica gai en el Festival Internacional de Cinema de Berlín de 2003.[1][6][7]
- PPremi a Millor Director i Millor So en el Festival Internacional de Cinema de Guadalajara[6]
- Nominació per Millor Pel·lícula en el Festival de Cinema de Bogotà, 2003[7]
- Premi a la millor òpera preval en el Festival de cinema llatinoamericà de Lima 2003.[7]
- Ariel de plata al Millor So, Millor coactuación femenina i Millor actriu de quadre; i nominació per Millor Direcció, Millor Guió Original, Millor Edició i Millor Òpera Prima en els Premis Ariel de 2004.[6][7]

## Comentaris
Aquest film ocupa el lloc 52 dins de la llista de les Les 100 millors pel·lícules mexicanes de la història, segons l'opinió de 27 crítics i especialistes del cinema a Mèxic, publicada pel portal Sector Cine al juny de 2020.